# Урзікуца
Урзікуца (рум. Urzicuța) — село у повіті Долж в Румунії. Входить до складу комуни Урзікуца.
Село розташоване на відстані 209 км на захід від Бухареста, 41 км на південний захід від Крайови.

## Населення
За даними перепису населення 2002 року у селі проживали 2516 осіб.
Національний склад населення села:
| Національність | Кількість осіб | Відсоток |
| -------------- | -------------- | -------- |
| румуни         | 1866           | 74,2%    |
| цигани         | 560            | 22,3%    |
| болгари        | 6              | 0,2%     |

Рідною мовою назвали:
| Мова       | Кількість осіб | Відсоток |
| ---------- | -------------- | -------- |
| румунська  | 2096           | 83,3%    |
| циганська  | 413            | 16,4%    |
| болгарська | 6              | 0,2%     |